# Hideaki Kaetsu
Hideaki Kaetsu (嘉悦 秀明 Kaetsu Hideaki?,  nacido el 8 de octubre de 1974 en Kumamoto) es un exfutbolista japonés. Jugaba de delantero y su último club fue el Rosso Kumamoto de Japón.

## Trayectoria

### Clubes
| Club                 | País  | Año         |
| -------------------- | ----- | ----------- |
| Yokohama Flügels     | Japón | 1993 - 1996 |
| Tochigi SC           | Japón | 1998 - 1999 |
| Sagawa Express Tokyo | Japón | 2000 - 2004 |
| Rosso Kumamoto       | Japón | 2005        |

## Palmarés

### Títulos nacionales
| Título             | Club             | País  | Año  |
| ------------------ | ---------------- | ----- | ---- |
| Copa del Emperador | Yokohama Flügels | Japón | 1993 |